# Прусская академия искусств
Пру́сская акаде́мия искусств (нем. Preußische Akademie der Künste) — историческая академия художеств в Берлине, первое учебное заведение подобного рода на территории современной Германии. Была основана в 1694—1696 годах курфюрстом Бранденбурга Фридрихом III — впоследствии королем Пруссии Фридрихом I.
После Академии деи Линчеи в Риме и Королевской академии живописи и скульптуры в Париже, Прусская академия искусств — старейшее учебное заведение такого типа. Академия оказывала определяющее влияние на художественную жизнь немецкоязычных стран на протяжении всего своего существования.
После Второй мировой войны и последующего раздела страны учреждение фактически перестало существовать; на его основе были учреждены две отдельных академии в западной и восточной частях Берлина. В 1993 году академии были объединены в новую Берлинскую академию искусств.

## История

### 1694—1799
Академия была создана как образовательное учреждение в области изобразительных искусств и на протяжении многих лет исполняла как образовательные, так и административные функции. В 1704 году в курс была введена механика. Первым директором академии стал швейцарский художник-миниатюрист Йозеф Вернер. В 1796 году был объявлен конкурс на создание памятника Фридриху Великому, Фридрих Жилли начал разработку проекта в стиле «революционного неоклассицизмa» которую предлагалось установить на Лейпцигскую площадь, ныне вид памятника находится в коллекции Гравюрного кабинета.

### XIX век
С 1815 по 1850 годы пост директора академии занимал скульптор Иоганн Шадов. В 1883 году в академии появилось отделение изящных искусств. В 1835 году — музыкальное отделение.

### XX век
В 1926 году в академии было создано отделение изящной поэзии, в 1932 году — отдел поэзии. В начале 1933 года организовано отделение Немецкого языка и поэзии. С 1930 по 1933 год директором академии был выдающийся писатель Генрих Манн. Первой женщиной, избранной в академию стала художница Кете Кольвиц, после прихода к власти Адольфа Гитлера она была обвинена в «культурбольшевизме» и вынуждена была покинуть учреждение.

## Руководители
| ФИО                | Период      |
| ------------------ | ----------- |
| Йозеф Вернер       | (1695—1710) |
| Блез Лесюёр        | (1756—1785) |
| Бернхард Роде      | (1785—1797) |
| Даниель Ходовецкий | (1797—1803) |
| Иоганн Шадов       | (1815—1850) |
| Антон Вернер       | (1875—1915) |
| Швехтен, Франц     | (1915—1918) |
| Либерман, Макс     | (1920—1932) |
| Шиллингс, Макс фон | (1932—1933) |

## Члены
См. Категория:Члены Прусской академии искусств